# Le Ménil-Guyon
Le Ménil-Guyon is een gemeente in het Franse departement Orne (regio Normandië) en telt 86 inwoners (2009). De plaats maakt deel uit van het arrondissement Alençon.

## Geografie
De oppervlakte van Le Ménil-Guyon bedraagt 2,8 km², de bevolkingsdichtheid is dus 30,7 inwoners per km².
De onderstaande kaart toont de ligging van Le Ménil-Guyon met de belangrijkste infrastructuur en aangrenzende gemeenten.

## Demografie
Onderstaande figuur toont het verloop van het inwonertal (bron: INSEE-tellingen).